# Elezioni regionali in Lombardia del 2023
Le elezioni regionali in Lombardia del 2023 si sono tenute il 12 e 13 febbraio per l'elezione del Presidente e del Consiglio regionale dell'omonima regione italiana.
I seggi elettorali sono stati aperti dalle 7 alle 23 di domenica 12 febbraio e dalle 7 alle 15 di lunedì 13 febbraio.
Sono state indette con decreto n. 982 del 16 dicembre 2022 dal Presidente uscente Attilio Fontana. Le norme per queste elezioni sono contenute nella Legge Regionale 31 ottobre 2012, n.17. La normativa prevede l'elezione di un Consiglio regionale composto da 80 Consiglieri, eletti con sistema proporzionale sulla base delle liste provinciali. Il Presidente della Regione sarà il candidato con il maggior numero di voti, non essendo previsto il ballottaggio.
Le votazioni si sono svolte in contemporanea alle elezioni in Lazio.

## Legge elettorale
Il Consiglio regionale è composto da ottanta consiglieri, compreso il Presidente della Regione. Gli altri 79 consiglieri regionali sono eletti con criterio proporzionale sulla base di liste circoscrizionali concorrenti collegate a un candidato presidente, con applicazione di un premio di maggioranza in favore delle liste collegate al presidente eletto.
Le circoscrizioni elettorali coincidono con i territori delle province lombarde esistenti al 1º gennaio 2012. Ogni lista circoscrizionale è raggruppata a livello regionale; ogni gruppo di liste deve essere presente almeno in cinque province. In ogni circoscrizione perciò un candidato presidente può essere collegato a più d'una lista. Gli elettori dispongono di un voto per il candidato presidente e di un voto per una lista provinciale, nonché di un voto di preferenza per uno dei candidati della lista votata. Si può votare per un candidato presidente e per una lista collegata a un altro candidato presidente (cd. "voto disgiunto"). È eletto Presidente della Regione il candidato che ha conseguito il maggior numero di voti validi in ambito regionale. Alle liste collegate al presidente eletto è assegnato un premio di maggioranza variabile: almeno il 55% dei seggi assegnati al Consiglio regionale se il candidato proclamato eletto Presidente della Regione ha ottenuto meno del 40% dei voti validi; almeno il 60% dei seggi assegnati al Consiglio regionale se il candidato proclamato eletto Presidente della Regione ha ottenuto una percentuale di voti validi pari al 40% o superiore.
Le liste collegate al presidente eletto non possono comunque ottenere più del 70% dei seggi. I seggi restanti sono ripartiti, con metodo proporzionale, tra le liste collegate ai candidati alla presidenza non eletti. I seggi sono attribuiti a livello regionale con Metodo D'Hondt ai diversi gruppi di liste e distribuiti quindi alle liste provinciali appartenenti al singolo gruppo. Partecipano all'assegnazione dei seggi i gruppi di liste che abbiano ottenuto a livello regionale almeno il 3% dei voti espressi, oppure che siano collegati a un candidato presidente che abbia ottenuto almeno il 5% dei voti validi. È eletto consigliere il candidato alla carica di Presidente secondo classificato, con riserva al medesimo dell'ultimo dei quozienti spettanti ai gruppi di liste collegati. Secondo la legge Tatarella, erano eletti sul territorio soltanto 64 consiglieri, mentre 16 erano eletti in una lista regionale (cd. listino), guidata dal candidato presidente. La lista regionale prima classificata, perciò, eleggeva il presidente della Regione e 15 consiglieri "blindati" (poiché non sottoposti singolarmente al voto popolare).

## Candidati alla presidenza
- Attilio Fontana, governatore uscente ed esponente della Lega, sostenuto da una coalizione di centro-destra composta da Lega, Fratelli d'Italia, Forza Italia, Noi moderati - Rinascimento Sgarbi e dalla lista civica Fontana Presidente - Lombardia Ideale.[4][5]
- Mara Ghidorzi, ricercatrice e sociologa, sostenuta da Unione Popolare (Democrazia e Autonomia, Potere al Popolo, Rifondazione Comunista e altri partiti della lista).[6]
- Pierfrancesco Majorino, europarlamentare del Partito Democratico e già assessore alle politiche sociali del comune di Milano dal 2011 al 2019, sostenuto da una coalizione di centro-sinistra composta da PD, Movimento 5 Stelle, Alleanza Verdi e Sinistra e dalla lista civica Majorino Presidente - Patto Civico.[7][8]
- Letizia Moratti, ex-vicepresidente della Regione Lombardia ed ex-assessora al Welfare da gennaio 2021 a novembre 2022 e sindaca di Milano dal 2006 al 2011, già ministra tra il 2001 e il 2006, sostenuta da Azione - Italia Viva e dalla lista civica Letizia Moratti Presidente.[9][10]

## Sondaggi elettorali
| Data                              | Fonte                 | Campione | Attilio Fontana (CDX) | Pierfrancesco Majorino (CSX-M5S) | Letizia Moratti (Az-IV) | Mara Ghidorzi (UP) |
| --------------------------------- | --------------------- | -------- | --------------------- | -------------------------------- | ----------------------- | ------------------ |
| 1 dicembre 2022                   | Bidimedia             | -        | 47,6%                 | 34,9%                            | 15,0%                   | -                  |
| 2 dicembre 2022                   | Winpoll               | -        | 43,9%                 | 24,5%                            | 28,4%                   | -                  |
| 8 dicembre 2022                   | IZI                   | -        | 45,1%                 | 40,1%                            | 14,8%                   | -                  |
| 27 dicembre 2022 - 3 gennaio 2023 | Ipsos                 | -        | 40,8-46,8%            | 31-36%                           | 17,5-20,5%              | -                  |
| 9 gennaio 2023                    | IZI                   | -        | 43,2%                 | 39,8%                            | 17,8%                   | -                  |
| 9-12 gennaio 2023                 | Winpoll               | 2.000    | 41,3%                 | 25,2%                            | 27,6%                   | 5,9%               |
| 18 gennaio 2023                   | IZI                   | -        | 43,9%                 | 39,8%                            | 14,8%                   | -                  |
| 19 gennaio 2023                   | Index                 | -        | 45,0%                 | 36,0%                            | 17,5%                   | -                  |
| 26 gennaio 2023                   | Noto                  | -        | 51,5%                 | 29,0%                            | 18,0%                   | -                  |
| 23-25 gennaio 2023                | Izi per la Repubblica | 1.000    | 45%                   | 39,5%                            | 14%                     | 1,5%               |
| 27 gennaio 2023                   | SWG                   | -        | 48,0%                 | 34,0%                            | 16,0%                   | 2,0%               |
| 27 gennaio 2023                   | Quorum                | -        | 48,4%                 | 34,4%                            | 14,3%                   | 2,9%               |
| 27 gennaio 2023                   | Ipsos                 | -        | 45%                   | 33,8%                            | 19%                     | 2,2%               |

## Affluenza alle urne
- Alle ore 12 del 12 febbraio avevano votato il 9,20% degli aventi diritto.[16]
- Alle ore 19 aveva votato il 27,16%.
- Alle ore 23 aveva votato il 31,74%.
- L'affluenza definitiva alle ore 15 del 13 febbraio è stata pari al 41,68% degli aventi diritto.

| Affluenza       | ore 12:00 | ore 19:00 | ore 23:00 | ore 15:00 |
| --------------- | --------- | --------- | --------- | --------- |
| Bergamo         | 10,33%    | 29,28%    | 33,99%    | 44,55%    |
| Brescia         | 10,09%    | 29,21%    | 34,21%    | 45,33%    |
| Como            | 8,45%     | 25,13%    | 29,30%    | 39,08%    |
| Cremona         | 10,47%    | 28,62%    | 32,80%    | 42,46%    |
| Lecco           | 9,87%     | 29,04%    | 33,95%    | 44,92%    |
| Lodi            | 9,81%     | 27,57%    | 31,62%    | 40,76%    |
| Mantova         | 8,62%     | 23,39%    | 27,37%    | 36,75%    |
| Milano          | 8,86%     | 27,14%    | 32,05%    | 41,55%    |
| Monza e Brianza | 9,11%     | 28,08%    | 32,76%    | 42,54%    |
| Pavia           | 9,15%     | 25,20%    | 28,98%    | 38,50%    |
| Sondrio         | 7,41%     | 22,78%    | 27,32%    | 37,96%    |
| Varese          | 8,25%     | 24,96%    | 28,85%    | 38,49%    |
| Lombardia       | 9,20%     | 27,16%    | 31,74%    | 41,68%    |

## Risultati elettorali

Risultato del voto e distribuzione dei seggi

|                                                                 | Attilio Fontana ✔️ Presidente                                   | 1 774 482                                                       | 54,67 | Fratelli d'Italia                                          | 725 402   | 25,18 | 22 |  |  |
| Lega - Salvini per Fontana - Lega Lombarda                      | Attilio Fontana ✔️ Presidente                                   | 1 774 482                                                       | 54,67 | 476 175                                                    | 16,53     | 14    |    |  |  |
| Forza Italia                                                    | Attilio Fontana ✔️ Presidente                                   | 1 774 482                                                       | 54,67 | 208 420                                                    | 7,23      | 6     |    |  |  |
| Lombardia Ideale - Fontana Presidente                           | Attilio Fontana ✔️ Presidente                                   | 1 774 482                                                       | 54,67 | 177 387                                                    | 6,16      | 5     |    |  |  |
| Noi moderati - Rinascimento Sgarbi                              | Attilio Fontana ✔️ Presidente                                   | 1 774 482                                                       | 54,67 | 33 711                                                     | 1,17      | 1     |    |  |  |
|                                                                 | Pierfrancesco Majorino                                          | 1 101 410                                                       | 33,93 | Partito Democratico - Lombardia Democratica e Progressista | 628 774   | 21,82 | 17 |  |  |
| Movimento 5 Stelle                                              | Pierfrancesco Majorino                                          | 1 101 410                                                       | 33,93 | 113 229                                                    | 3,93      | 3     |    |  |  |
| Patto civico - Majorino Presidente                              | Pierfrancesco Majorino                                          | 1 101 410                                                       | 33,93 | 110 126                                                    | 3,82      | 2     |    |  |  |
| Alleanza Verdi e Sinistra                                       | Pierfrancesco Majorino                                          | 1 101 410                                                       | 33,93 | 93 019                                                     | 3,23      | 1     |    |  |  |
| Seggio assegnato al candidato presidente classificatosi secondo | Seggio assegnato al candidato presidente classificatosi secondo | Seggio assegnato al candidato presidente classificatosi secondo | 33,93 | 1                                                          |           |       |    |  |  |
|                                                                 | Letizia Moratti                                                 | 320 349                                                         | 9,87  | Letizia Moratti Presidente                                 | 152 652   | 5,30  | 4  |  |  |
| Azione - Italia Viva                                            | Letizia Moratti                                                 | 320 349                                                         | 9,87  | 122 356                                                    | 4,25      | 3     |    |  |  |
|                                                                 | Mara Ghidorzi                                                   | 49 514                                                          | 1,53  | Unione Popolare                                            | 39 913    | 1,39  | –  |  |  |
| Totale                                                          | Totale                                                          | 3 245 754                                                       | 100   |                                                            | 2 881 164 | 100   | 80 |  |  |
|                                                                 |                                                                 |                                                                 |       |                                                            |           |       |    |  |  |
| Schede bianche                                                  | Schede bianche                                                  | 20 861                                                          | 0,62  |                                                            |           |       |    |  |  |
| Schede nulle                                                    | Schede nulle                                                    | 71 977                                                          | 2,16  |                                                            |           |       |    |  |  |
| Votanti                                                         | Votanti                                                         | 3 339 019                                                       | 41,68 |                                                            |           |       |    |  |  |
| Elettori                                                        | Elettori                                                        | 8 010 538                                                       |       |                                                            |           |       |    |  |  |
|                                                                 |                                                                 |                                                                 |       |                                                            |           |       |    |  |  |
| Fonte: Ministero dell'interno                                   |                                                                 |                                                                 |       |                                                            |           |       |    |  |  |

1. ↑  Lista sostenuta da AP, CI, PRI, IDeA e DC.
2. ↑  Lista composta da PD, Art.1 e PSI.
3. ↑  Lista sostenuta da RI, Pos, Volt, AVEC e Lombardi Civici Europeisti.
4. ↑  Lista sostenuta da GN e Insieme.
5. ↑  Lista sostenuta da LDE e Buona Destra.
6. ↑  Lista assente nelle circoscrizioni di Lodi e Sondrio.

## Consiglieri eletti
| Collegio        | Lista                   | Eletto                 | Eletto                          | Preferenze |
| --------------- | ----------------------- | ---------------------- | ------------------------------- | ---------- |
| Lombardia       | Presidente eletto       | Attilio Fontana        | Attilio Fontana                 | –          |
| Lombardia       | Secondo classificato    | Pierfrancesco Majorino | Pierfrancesco Majorino          | –          |
| Milano          | Fratelli d'Italia       |                        | Christian Garavaglia            | 10.329     |
| Milano          | Fratelli d'Italia       | Marco Alparone         | 7.796                           |            |
| Milano          | Fratelli d'Italia       | Franco Lucente         | 6.685                           |            |
| Milano          | Fratelli d'Italia       | Vittorio Feltri        | 6.076                           |            |
| Milano          | Fratelli d'Italia       | Chiara Valcepina       | 5.464                           |            |
| Milano          | Fratelli d'Italia       | Matteo Forte           | 5.229                           |            |
| Milano          | Partito Democratico     |                        | Paolo Romano                    | 9.266      |
| Milano          | Partito Democratico     | Carlo Borghetti        | 6.675                           |            |
| Milano          | Partito Democratico     | Pietro Bussolati       | 6.334                           |            |
| Milano          | Partito Democratico     | Alfredo Simone Negri   | 5.661                           |            |
| Milano          | Partito Democratico     | Maria Carmela Rozza    | 5.345                           |            |
| Milano          | Partito Democratico     | Paola Bocci            | 5.324                           |            |
| Milano          | Lega                    |                        | Silvia Scurati                  | 4.081      |
| Milano          | Lega                    | Riccardo Pase          | 3.762                           |            |
| Milano          | Majorino Presidente     |                        | Michela Palestra                | 3.960      |
| Milano          | Majorino Presidente     | Luca Paladini          | 3.790                           |            |
| Milano          | Movimento 5 Stelle      |                        | Nicola Di Marco                 | 1.516      |
| Milano          | Movimento 5 Stelle      | Paola Pizzighini       | 753                             |            |
| Milano          | Forza Italia            |                        | Gianluca Marco Comazzi          | 7.908      |
| Milano          | Fontana Presidente      |                        | Carmelo Salvatore Ferraro       | 1.200      |
| Milano          | Noi Moderati            |                        | Vittorio Sgarbi                 | 873        |
| Milano          | Alleanza Verdi Sinistra |                        | Onorio Rosati                   | 2.038      |
| Milano          | Moratti Presidente      |                        | Manfredi Palmeri                | 1.129      |
| Milano          | Azione - Italia Viva    |                        | Lisa Noja                       | 3.246      |
| Bergamo         | Fratelli d'Italia       |                        | Paolo Franco                    | 8.399      |
| Bergamo         | Fratelli d'Italia       | Lara Magoni            | 8.013                           |            |
| Bergamo         | Fratelli d'Italia       | Michele Schiavi        | 6.638                           |            |
| Bergamo         | Partito Democratico     |                        | Davide Casati                   | 14.817     |
| Bergamo         | Partito Democratico     | Jacopo Scandella       | 6.660                           |            |
| Bergamo         | Lega                    |                        | Giovanni Malanchini             | 5.831      |
| Bergamo         | Lega                    | Roberto Anelli         | 3.762                           |            |
| Bergamo         | Forza Italia            |                        | Jonathan Lobati                 | 5.285      |
| Bergamo         | Moratti Presidente      |                        | Ivan Rota                       | 570        |
| Brescia         | Fratelli d'Italia       |                        | Carlo Bravo                     | 7.056      |
| Brescia         | Fratelli d'Italia       | Barbara Mazzali        | 6.738                           |            |
| Brescia         | Fratelli d'Italia       | Diego Invernici        | 5.548                           |            |
| Brescia         | Lega                    |                        | Floriano Massardi               | 10.485     |
| Brescia         | Lega                    | Davide Caparini        | 9.196                           |            |
| Brescia         | Partito Democratico     |                        | Emilio Del Bono                 | 35.761     |
| Brescia         | Partito Democratico     | Miriam Cominelli       | 10.042                          |            |
| Brescia         | Forza Italia            |                        | Simona Tironi                   | 8.671      |
| Brescia         | Movimento 5 Stelle      |                        | Paola Pollini                   | 412        |
| Brescia         | Azione - Italia Viva    |                        | Massimo Vizzardi                | 3.014      |
| Como            | Lega                    |                        | Alessandro Fermi                | 13.922     |
| Como            | Fratelli d'Italia       |                        | Anna Dotti                      | 3.434      |
| Como            | Partito Democratico     |                        | Angelo Clemente Orsenigo        | 5.478      |
| Como            | Forza Italia            |                        | Sergio Gaddi                    | 1.854      |
| Como            | Fontana Presidente      |                        | Marisa Cesana                   | 634        |
| Cremona         | Fratelli d'Italia       |                        | Marcello Maria Ventura          | 2.525      |
| Cremona         | Partito Democratico     |                        | Matteo Piloni                   | 5.566      |
| Cremona         | Lega                    |                        | Filippo Bongiovanni             | 1.907      |
| Lecco           | Fratelli d'Italia       |                        | Giacomo Zamperini               | 2.632      |
| Lecco           | Partito Democratico     |                        | Gian Mario Fragomeli            | 4.442      |
| Lecco           | Lega                    |                        | Mauro Piazza                    | 5.695      |
| Lodi            | Fratelli d'Italia       |                        | Patrizia Baffi                  | 2.647      |
| Lodi            | Partito Democratico     |                        | Roberta Vallacchi               | 3.150      |
| Mantova         | Fratelli d'Italia       |                        | Alessandro Beduschi             | 6.032      |
| Mantova         | Partito Democratico     |                        | Marco Carra                     | 5.696      |
| Mantova         | Lega                    |                        | Alessandra Cappellari           | 4.599      |
| Monza e Brianza | Fratelli d'Italia       |                        | Federico Romani                 | 5.116      |
| Monza e Brianza | Fratelli d'Italia       | Alessia Villa          | 4.506                           |            |
| Monza e Brianza | Partito Democratico     |                        | Pietro Luigi Ponti              | 4.465      |
| Monza e Brianza | Lega                    |                        | Alessandro Corbetta             | 6.413      |
| Monza e Brianza | Forza Italia            |                        | Fabrizio Figini                 | 5.165      |
| Monza e Brianza | Fontana Presidente      |                        | Jacopo Dozio                    | 93         |
| Monza e Brianza | Moratti Presidente      |                        | Martina Sassoli                 | 503        |
| Pavia           | Fratelli d'Italia       |                        | Claudio Mangiarotti             | 5.466      |
| Pavia           | Lega                    |                        | Elena Lucchini                  | 7.680      |
| Pavia           | Forza Italia            |                        | Ruggero Armando Invernizzi      | 3.228      |
| Pavia           | Fontana Presidente      |                        | Alessandro Cantoni              | 434        |
| Sondrio         | Lega                    |                        | Massimo Sertori                 | 7.907      |
| Varese          | Fratelli d'Italia       |                        | Giuseppe De Bernardi Martignoni | 3.269      |
| Varese          | Fratelli d'Italia       | Francesca Caruso       | 2.938                           |            |
| Varese          | Partito Democratico     |                        | Samuele Astuti                  | 8.396      |
| Varese          | Lega                    |                        | Emanuele Monti                  | 6.456      |
| Varese          | Fontana Presidente      |                        | Giacomo Cosentino Basaglia      | 1.304      |
| Varese          | Moratti Presidente      |                        | Luca Daniel Ferrazzi            | 477        |
| Varese          | Azione - Italia Viva    |                        | Giuseppe Licata                 | 1.464      |